# Луизиана (округ)
Округ Луизиана (англ. District of Louisiana) — временное административное образование, созданное правительством США на части приобретённых у Франции земель, не вошедшей в состав Орлеанской территории.

## Военный округ
31 октября 1803 года Конгресс США принял законодательные основы временного управления приобретённой у Франции территории. Президент получил право на использование военной силы для поддержания порядка, хотя гражданская администрация продолжала функционировать так же, как она это делала при испанском и французском правлении. Военное управление действовало с 10 марта 1804 года (даты официальной передачи территории от Франции к США) до 30 сентября 1804 года. В этот период округ был разделён на пять административных единиц: Нью-Мадрид, Кэйп-Жирардо, Сент-Дженевив, Сент-Чарлз и Сент-Луис. Комендантом округа был Амос Стоддард.

## Гражданский округ
26 марта 1804 года Конгресс США принял закон, вступивший в силу 1 октября 1804 года, в соответствии с которым губернатор и судьи Территории Индиана получили временную власть над территорией Округа Луизиана. В соответствии с этим законом они должны были дважды в год приезжать в административный центр Округа в Сент-Луис. Однако поселенцам на землях к западу от реки Миссисипи не нравилось новое устройство. Они протестовали против того, что не признавались права на землю, выданные испанцами, им не нравилось то, что приходилось оставлять земли, предоставляемые переселяемым за Миссисипи индейцам, людей не устраивали новые налоги, введение англосаксонского прецедентного права вместо привычного для переселенцев из Франции гражданского права, и многое другое.

## Выделение в Территорию
3 марта 1805 года Конгресс США принял закон, вступавший в силу с 4 июля 1805 года, в соответствии с которым Округ Луизиана становился отдельной Территорией Луизиана. Правительство Территории Луизиана было устроено аналогично правительству Территории Индиана.